# Kamień runiczny z Högby
Kamień runiczny z Högby (Ög 81) – kamień runiczny znajdujący się w Högby w gminie Mjölby w szwedzkiej prowincji Östergötland. Pochodzi z początku XI wieku.
Granitowy głaz ma 3,2 m wysokości, 0,9–1,2 m szerokości i grubość między 0,5 a 0,6 m. Znajduje się na wzgórzu, na którym niegdyś stał zburzony w latach 70. XIX wieku kościół. Wcześniej wmurowany był w ścianę kościelnej zakrystii.
Głaz upamiętnia dzieje jednej normańskiej rodziny. Na stronie A kamienia znajduje się inskrypcja wpisana w ciało węża, biegnąca od jego głowy do ogona. Wyryto na niej także wizerunek krzyża. Inskrypcja głosi:
* ţukir * resţi * stin * ţansi * eftiR * asur * sin * muţur*bruţur * sin * iaR * eataţis * austr * i * krikum *
Thorgeir wzniósł ten kamień po Assurze, bracie swojej matki, który pomarł na wschodzie w Grecji.
Na stronie B kamienia znajduje się druga inskrypcja, również wpisana w ciało węża i rozpoczynająca się od głowy gada. Jej treść głosi:
* kuţr * karl * kuli * kat * fim * suni * feal * o * furi * frukn * treks * asmutr * aitaţis * asur * austr * i krikum * uarţ * o hulmi * halftan * tribin * kari * uarţ * at uti *
auk * tauţr * bui * ţurkil * rist * runaR
Gulli, dobry gospodarz, miał pięciu synów. Nad Furi poległ Asmund, nieustraszony wojownik. Assur poległ na wschodzie w Grecji. Halfdan padł na Holmie, Kari koło Dundee; zmarł też i Bui.
Thorkil rył te runy.
Wyryty na kamieniu napis jest świadectwem wypraw skandynawskich wikingów. Upamiętnione na nim osoby porzuciły dom, by udać się w różne regiony ówczesnego świata, gdzie spotkała ich śmierć. Spośród synów Gulliego Asmund poległ w bitwie na Fýrisvellir, stoczonej ok. 980 roku koło Uppsali przez króla Eryka Zwycięskiego. Kari zginął koło Dundee w Szkocji, natomiast Holm, gdzie poległ Halfdan, to wyspa Bornholm lub Nowogród Wielki. Z kolei Assur zginął w Grecji, co świadczy, że prawdopodobnie służył władcom Bizancjum jako członek gwardii wareskiej.